# Горан Плеша
Горан Плеша (Београд, 26. април 1950 — Београд, 11. април 2007) био је српски глумац. Био је син познатог глумца Бранка Плеше и секретарице режије Соње Плеша. Родитељи су му били Хрвати. Отац му је рођен у Кисељаку, а родом је био из Лике. Мајка му је била Сплићанка.

## Филмографија
|                   | 1970 ▼ | 1980 ▼ | 1990 ▼ | Укупно |
| ----------------- | ------ | ------ | ------ | ------ |
| Дугометражни филм | 1      | 2      | 1      | 4      |
| ТВ филм           | 6      | 2      | 3      | 11     |
| ТВ серија         | 5      | 5      | 2      | 12     |
| Укупно            | 12     | 9      | 6      | 27     |

| Год.       | Назив                                        | Улога                     |
| ---------- | -------------------------------------------- | ------------------------- |
| 1970.-те ▲ |                                              |                           |
| 1975.      | Лепеза леди Виндемир (ТВ)                    | Господин Хопер            |
| 1975.      | Повратак лопова (ТВ)                         | Навијач                   |
| 1976.      | Кухиња (ТВ)                                  |                           |
| 1976.      | Фронташ (ТВ)                                 | Официр Чеда Полић         |
| 1976.      | Повратак отписаних (филм)                    | Миле „Шонда“              |
| 1977.      | Један дан (ТВ)                               |                           |
| 1977.      | 67. састанак Скупштине Кнежевине Србије (ТВ) |                           |
| 1978.      | Повратак отписаних (ТВ серија)               | Миле „Шонда“              |
| 1979.      | Прва српска железница (ТВ)                   |                           |
| 1980.-те ▲ |                                              |                           |
| 1981.      | Светозар Марковић (серија)                   |                           |
| 1981.      | Седам секретара СКОЈ-а (серија)              | Паја Маргановић           |
| 1982.      | Три сестре (ТВ)                              |                           |
| 1982.      | Сабињанке (ТВ)                               | Стив Денић, лекар         |
| 1984.      | Војници                                      |                           |
| 1985.      | Индијско огледало                            | Биша                      |
| 1987.      | Вук Караџић (серија)                         |                           |
| 1990.-те ▲ |                                              |                           |
| 1990.      | Колубарска битка (ТВ)                        | Хрватски војник           |
| 1996.      | Иван (ТВ)                                    | Пера                      |
| 1996.      | Довиђења у Чикагу                            |                           |
| 1996.      | Горе доле (серија)                           | Петров дебели колега Тика |
| 1998.      | Џандрљиви муж (ТВ)                           |                           |